# Saurita lacteipars
Saurita lacteipars là một loài bướm đêm thuộc phân họ Arctiinae. Loài này được Paul Dognin mô tả năm 1914. Loài này có ở Colombia and Venezuela.